# 利斯堡 (佛罗里达州)
利斯堡（英語：Leesburg）是美国佛罗里达州萊克縣下属的一座城市。建立于1875年。面积约为108.61平方公里（约合41.93平方英里）。根据2020年美國人口普查，该市人口為27,000人。